# 弘法院 (亀山市)
弘法院（こうぼういん）は、三重県亀山市にある、高野山真言宗の寺院。山号は宝生山（ほうしょうざん）。本尊は弘法大師。

## 歴史
昭和7年（1932年）時の和尚秀範奇水が、高野山真言宗に属し、本尊に弘法大師を祀り、現在の地に寺院を建立している。歴史の浅い寺ではあるが、年間を通じ多彩な行事が設定されており、諸祈願等に訪れる信者から、「亀山の弘法さん」と呼ばれ親しまれている。

## 境内
境内には開山当初建立の、十三仏を安置した小堂が建ち並んでいる。本堂右に昭和40年（1965年）建立の、八角形をした八照閣があり、大日如来を安置している。境内入口付近には、昭和53年（1978年）造立の、青銅造りの水子弘法大師像がある。

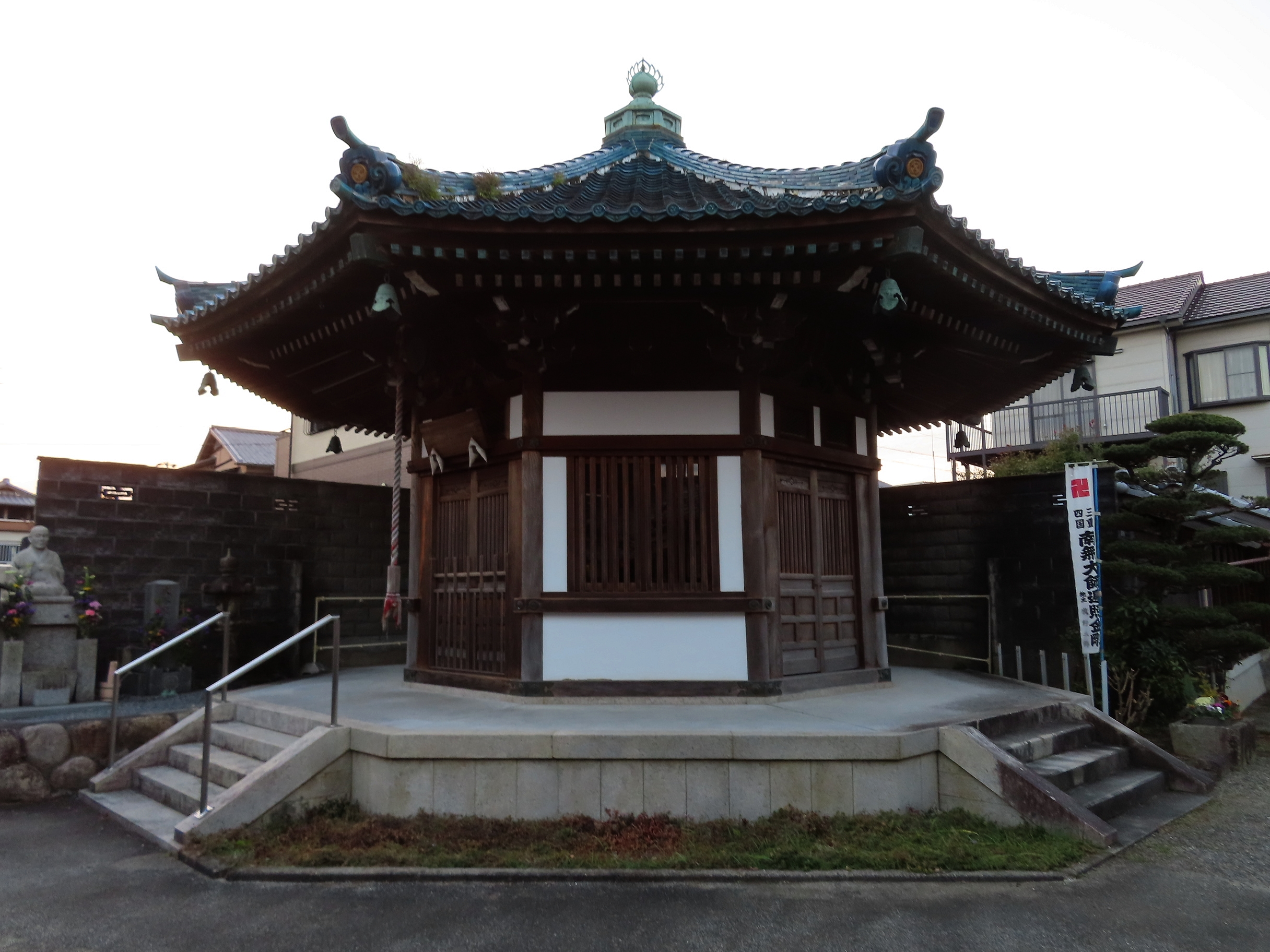
八照閣

## 年中行事
- 毎月1日（1月は11日）　祈願護摩供
- 2月節分の日　節分会、厄除け開運星祭り祈祷
- 4月21日　弘法大師春季大祭（西国三十三番観音霊場･四国八十八カ所霊場御砂踏み）
- 6月3日　早生水子追善法要水子弘法大師
- 7月土用1の丑　諸病きゅうり封じ
- 8月土用2の丑　諸病きゅうり封じ
- 9月中旬　祖山高野山団体参詣
- 12月21日　弘法大師歳末大祭、（境内安置十三仏供養、大日如来供養）
- 毎月21日　弘法大師御影供法要
- 不定期　写経道場・密教瞑想（阿字観）　開催

## 近隣施設
- 亀山城跡
- 亀山公園

## アクセス
- JR亀山駅より北東へ約1.5km
- 国道1号亀山バイパスより三重県道302号亀山停車場石水渓線を南下約1.2km
- 東名阪自動車道 亀山インターチェンジより東へ約4.5km